# United Hockey League
United Hockey League (UHL) – rozgrywki hokeja na lodzie w Stanach Zjednoczonych z siedzibą w Lake St. Louis, działająca od 1991 do 2010. Liga funkcjonowała o klasę niżej od American Hockey League i o dwie klasy niżej od National Hockey League. 
Od 1991 do 1997 liga istniała pod nazwą Colonial Hockey League, a od 2007 do 2010 jako International Hockey League.
Za zwycięstwo w sezonie zasadniczym IHL/UHL przyznawano trofeum: zwane od 1994 Tarry Cup, od 2007 przemianowane na Huber Trophy. Za zwycięstwo w fazie play-off przyznawano trofeum Colonial Cup, w 2007 przemianowane na Turner Cup.
Po likwidacji UHL część uczestników przystąpiło do rozgrywek Central Hockey League.